# LGA 1156
LGA 1156 (land grid array 1156), também conhecido como Socket H ou H1, é um soquete de CPU de desktop Intel. Seu sucessor incompatível é LGA 1155.
Os últimos processadores que o suportavam cessaram a produção em 2011.
O LGA 1156, junto com o LGA 1366, foram projetados para substituir o LGA 775. Enquanto os processadores LGA 775 se conectam a uma ponte norte usando o barramento frontal, os processadores LGA 1156 integram os recursos tradicionalmente localizados em uma ponte norte dentro do próprio processador. O soquete LGA 1156 permite que as seguintes conexões sejam feitas do processador para o resto do sistema:
- PCI-Express 2.0 x16 para comunicação com uma placa gráfica. Alguns processadores permitem que essa conexão seja dividia em duas vias x8 para conectar duas placas gráficas. Alguns fabricantes de placas-mãe usam o chip NF200 da Nvidia para permitir o uso de ainda mais placas gráficas.
- DMI para comunicação com o Platform Controller Hub (PCH). Isso consiste em uma conexão PCI-Express 2.0 x4.
- FDI para comunicação com o PCH. Isso consiste em duas conexões DisplayPort.
- Dois canais de memória para comunicação com DDR3 SDRAM. A velocidade do clock da memória suportada dependerá do processador.

Os soquetes e processadores LGA 1156 e LGA 1366 foram descontinuados em algum momento de 2012, tendo sido substituídos pelo LGA 1155 e LGA 2011, respectivamente.

## Dissipador de calor
No LGA 1156 os 4 furos para fixação do dissipador na placa-mãe são colocados em um quadrado com comprimento lateral de 75mm. Essa configuração foi mantida para os soquetes LGA 1155, LGA 1150 e LGA 1151 posteriores, o que significa que as soluções de resfriamento geralmente devem ser intercambiáveis.

## Processadores com suporte
| µArch            | Nome de código | Marca   | Modelo (lista) | Frequência    | Cores/threads | Max. velocidade da memória |
| ---------------- | -------------- | ------- | -------------- | ------------- | ------------- | -------------------------- |
| Nehalem (45 nm)  | Lynnfield      | Core i5 | i5-7xx         | 2.66–2.8 GHz  | 4/4           | DDR3-1333                  |
| Nehalem (45 nm)  | Lynnfield      | Core i7 | i7-8xx         | 2.8–3.07 GHz  | 4/8           | DDR3-1333                  |
| Nehalem (45 nm)  | Lynnfield      | Xeon    | L34xx          | 1.86 GHz      | 4/4 ou 4/8    | DDR3-1333                  |
| Nehalem (45 nm)  | Lynnfield      | Xeon    | X34xx          | 2.4–3.07 GHz  | 4/4 ou 4/8    | DDR3-1333                  |
| Westmere (32 nm) | Clarkdale      | Celeron | G1xxx          | 2.26 GHz      | 2/2           | DDR3-1066                  |
| Westmere (32 nm) | Clarkdale      | Pentium | G6xxx          | 2.80 GHz      | 2/2           | DDR3-1066                  |
| Westmere (32 nm) | Clarkdale      | Core i3 | i3-5xx         | 2.93–3.33 GHz | 2/4           | DDR3-1333                  |
| Westmere (32 nm) | Clarkdale      | Core i5 | i5-6xx         | 3.2–3.6 GHz   | 2/4           | DDR3-1333                  |
| Westmere (32 nm) | Clarkdale      | Xeon    | L34xx          | 2.0–2.27 GHz  | 2/4           | DDR3-1066                  |

Todos os processadores LGA 1156 e placas-mãe fabricados até o momento são interoperáveis, tornando possível alternar entre um Celeron, Pentium, Core i3 ou Core i5 com gráficos integrados e um Core i5 ou Core i7 sem gráficos. No entanto, usar um chip com gráficos integrados em uma placa-mãe P55 (além de provavelmente exigir uma atualização do BIOS) não permitirá o uso do processador gráfico on-board e, da mesma forma, usar um chip sem gráficos integrados em uma H55, H57 ou Q57 a placa-mãe não permitirá o uso das prontas gráficas da placa-mãe.

## CHipsets suportados
Os chipsets de desktop que oficilamente suportam LGA 1156 são H55, H57, P55 e Q57 da Intel. Os chipsets de servidor que suportam o soquete são 3400, 3420 e 3450 da Intel.
Alguns pequenos fabricantes chineses estão produzindo placas-mãe LGA 1156 baseadas no chipset H61, e a ASRock, por muito pouco tempo, produziu placas-mãe LGA 1156 baseadas no chipset P67, o tranformador P67. Ele suportar exclusivamente processadores Lynnfield e foi descontinuado após a revisão B2 dos chipsets da série 6 ser cancelada, não recebendo uma versão com a revisão B3 do chipset P67.
| Nome                                                                            | H55              | P55              | H57              | Q57              |
| ------------------------------------------------------------------------------- | ---------------- | ---------------- | ---------------- | ---------------- |
| Overclocking                                                                    | Sim              | Sim              | Sim              | Não              |
| Permite o uso de GPU integrado com Intel Clear Video Technology                 | Sim              | Não              | Sim              | Sim              |
| Máximo de portas USB 2.0                                                        | 12               | 14               | 14               | 14               |
| Máximo de portas SATA 2.0/3.0                                                   | 6                | 6                | 6                | 6                |
| PATA (IDE)                                                                      | Não              | Não              | Não              | Não              |
| Configuração PCIe principal                                                     | 1 × PCIe 2.0 ×16 | 1 × PCIe 2.0 ×16 | 1 × PCIe 2.0 ×16 | 1 × PCIe 2.0 ×16 |
| PCIe secundário                                                                 | 6 × PCIe 2.0 ×1  | 8 × PCIe 2.0 ×1  | 8 × PCIe 2.0 ×1  | 8 × PCIe 2.0 ×1  |
| Suporte a PCI convencional                                                      | Sim              | Sim              | Sim              | Sim              |
| Intel Rapid Storage Technology (RAID)                                           | ?                | ?                | ?                | ?                |
| Smart Response Technology                                                       | ?                | ?                | ?                | ?                |
| Intel VT-d, Active Management, Trusted Execution, Anti-Theft, e vPro Technology | Não              | Não              | Não              | Sim              |
| Data de lançamento                                                              | Q1'10            | Q3'09            | Q1'10            | Q1'10            |
| TDP máximo                                                                      | 45 W             | 45 W             | 45 W             | 45 W             |
| Litografia de chipset                                                           | 65 nm            | 65 nm            | 65 nm            | 65 nm            |